# My Mother Dreams the Satan’s Disciples in New York
My Mother Dreams the Satan’s Disciples in New York ist ein US-amerikanischer Kurzfilm von Barbara Schock aus dem Jahr 1998, der bei den 72. Academy Awards 2000 in der Kategorie „Bester Kurzfilm“ (Live Action) mit einem Oscar ausgezeichnet worden ist.

## Inhalt
Marian Peterson, eine Hausfrau aus South Dakota im Mittleren Westen der USA, deren Mann kürzlich gestorben ist, verlässt zum ersten Mal ihre Farm, um ihre Tochter Paula in Manhattan im Stadtteil East Village zu besuchen. Der Lärm und die Hektik der großen Stadt wirken einschüchternd auf sie, wozu die fiese Art des Taxifahrers Mischa, an den sie gerät, noch zusätzlich beiträgt. Auch die Bettler, die die Straßen bevölkern, sind ein ungewohnter Anblick für die Frau, ebenso wie manch anderes, das sie auf den Straßen sieht. Aber auch die Tatsache, dass sich direkt gegenüber der Wohnung ihrer Tochter das Clubhaus der „Hell’s Angels“ („Jünger Satans“) befindet, einer Gruppe von Motorradfahrern, die sich dort regelmäßig treffen, trägt nicht gerade zur Beruhigung von Marian Peterson bei.
Da Paula erst eine neue Stelle angetreten hat und auch am Tag nach der Ankunft ihrer Mutter wieder arbeiten muss, wagt die Frau nicht, die Wohnung zu verlassen, zumal sie in der Nacht Alpträume in Verbindung mit den Bikern plagten. Am zweiten Tag funktioniert das schon etwas besser und sie sieht sich einige Sehenswürdigkeiten in Manhattan an. Als sie jedoch bei ihrer Rückkehr den Schlüssel zur Wohnung ihrer Tochter nicht gleich finden kann, ruft sie diese in panischer Angst an. Unvermutet kommen ihr die Biker jedoch zu Hilfe.
Am darauffolgenden Tag fasst Marian Peterson sich ein Herz und begibt sich zum Clubhaus der „Hell’s Angels“. Teils tut sie das aus Neugier, teils, weil sie sich um die Sicherheit ihrer Tochter sorgt. Zaghaft fragt sie, ob sie reinkommen dürfe, was bejaht wird. Daraus entwickelt sich eine mit Träumen gepaarte Obsession, die die Frau immer wieder auf die andere Straßenseite treibt.

## Veröffentlichung, Hintergrund
Der Film, bei dem es sich um einen Studentenprojekt handelt, wurde im Oktober 1998 auf dem AFI Film Festival vorgestellt. Es handelt sich um den ersten Film von Barbara Schock.

## Auszeichnungen (Auswahl)
| Jahr | Auszeichnung                       | Kategorie                                                                 | Gewinner                     | Ergebnis  |
| ---- | ---------------------------------- | ------------------------------------------------------------------------- | ---------------------------- | --------- |
| 1998 | DGA Student Film Award             | „Bester Kurzfilm“                                                         | Barbara Schock (AFI)         | Gewonnen  |
| 1998 | Filmmaker Audience Award           | AFI Festival: „Bester Studenten-Kurzfilm“                                 | Barbara Schock               | Gewonnen  |
| 1999 | George Méliès Cinematography Award | Taos Talking Picture Festival: „Beste Kamera“                             | Chris Manley                 | Nominiert |
| 1999 | Student Award                      | Palm Springs International ShortFest: „Beste Live Action über 15 Minuten“ | Barbara Schock               | Gewonnen  |
| 2000 | Oscar                              | „Bester Kurzfilm“                                                         | Barbara Schock, Tammy Tiehel | Gewonnen  |